# Cassine reticulata
Cassine reticulata là một loài thực vật có hoa trong họ Dây gối. Loài này được (Eckl. & Zeyh.) Codd mô tả khoa học đầu tiên năm 1966.